# ورتیگو رکوردز
ورتیگو رکوردز (انگلیسی: Vertigo Records) یک شرکت ضبط موسیقی است.